# 度會縣

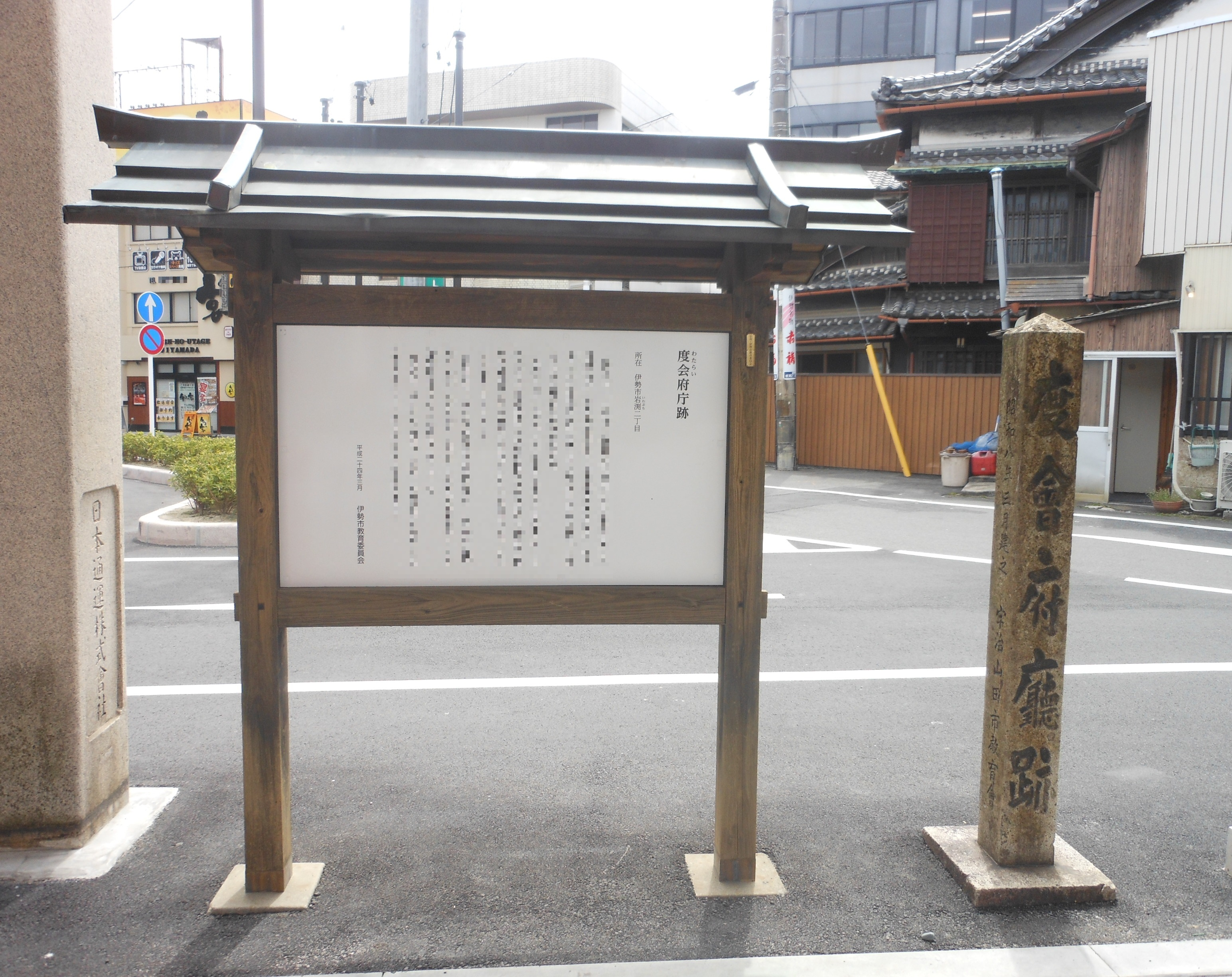
度會縣廳遺址說明牌

度會縣是日本過去為管轄原先幕府在伊勢國的直屬領地及伊勢神宮領地所設立的行政區劃，最初為度會府，於1869年改為度會縣；成立之初的轄區分布於現今三重縣的大部分區域，在1872年後的轄區僅剩現今三重縣的南半部，1876年被併入三重縣。
2018年三重縣為了刺激縣南部的地方發展，設置了虛擬度會縣的網站，在網路上招募虛擬縣民，並辦理各類活動。

## 歷史
江戶時代幕府曾在度會郡設立山田奉行負責管理伊勢國包含伊勢神宮事務，1868年明治維新後的新政府設立了度會府接續山田奉行的工作。
1869年由於日本政府決定將「府」只限定在東京、京都、大阪三處，因此度會府被改設為度會縣；隨後又將原屬笠松縣和大津縣、桑名藩、一宮藩但位於伊勢國內的區域陸續劃入度會縣。
1872年第一次府縣整併中，除了整併伊勢國內由各藩改設的縣以外，也重新調整伊勢國內的行政區劃，伊勢國南半部、志摩國及紀伊國牟婁郡位於熊野川以東的區域劃為重新設立的度會縣轄區，伊勢國北半部則設立安濃津縣（隨後因將縣廳遷至三重郡內而改名為三重縣）。
但在1876年的第二次府縣整併中，度會縣和三重縣再次合併，由於合併後的縣廳設於三重郡，因此新縣名繼續採用三重縣，度會縣也就此廢除。

### 轄區
1872年第一次府縣整併前
- 伊勢國
  - 桑名郡
  - 員辨郡
  - 三重郡
  - 鈴鹿郡
  - 河曲郡
  - 多氣郡
  - 度會郡

1872年第一次府縣整併後
- 伊勢國
  - 一志郡
  - 飯高郡
  - 飯野郡
  - 多氣郡
  - 度會郡
- 志摩國全部
- 紀伊國
  - 牟婁郡的熊野川以東區域

## 歴任知事
度會府
| 職稱 | 姓名     | 上任日期      | 卸任日期      | 備註   |
| ---- | -------- | ------------- | ------------- | ------ |
| 知事 | 橋本實梁 | 1868年8月23日 | 1869年8月24日 | 原公家 |

度會縣
| 職稱   | 姓名     | 上任日期      | 卸任日期      | 備註         |
| ------ | -------- | ------------- | ------------- | ------------ |
| 知事   | 橋本實梁 | 1869年8月24日 | 1872年1月2日  | 前度會府知事 |
| 権令   | 橋本實梁 | 1872年1月2日  | 1872年3月25日 |              |
| 參事   | 安岡良亮 | 1872年1月27日 | 1873年5月3日  | 原土佐藩鄉士 |
| 權參事 | 下山尚   | 1872年1月2日  | 1875年12月7日 | 原福井藩藩士 |
| 權令   | 久保斷三 | 1874年9月20日 | 1876年4月18日 | 原長州藩藩士 |

## 外部連結
- （日語） 虛擬度會縣官方網頁 （页面存档备份，存于）
- （日語） 虛擬度會縣的Facebook專頁